# Улица Кошкина
Улица Ко́шкина — улица в районе Москворечье-Сабурово Южного административного округа города Москвы.

## Расположение
Проходит от Каширского шоссе до Кантемировской улицы, пересекает улицу Москворечье. Нумерация домов ведётся от Каширского шоссе.
В районе пересечения с улицей Москворечье улица Кошкина делает поворот под углом.

## Происхождение названия
Название дано в октябре 1987 года в честь Семёна Павловича Кошкина (1874—1925) — большевика, рабочего-печатника, участника двух революций 1905 и 1917 годов, организовавшего партячейку в посёлке Царицыно (Ленино). Первоначально имя Кошкина было присвоено другой улице, образованной в ходе массовой застройки района Бирюлёво в 1960 году, которая в 1987 (по другим источникам — 1988) году была переименована в проезд Кошкина.
Распространено заблуждение, что улица носит имя Михаила Ильича Кошкина, конструктора танка Т34.

## Архитектура
Улица застроена сталинскими и типовыми панельными жилыми домами.

## Примечательные здания и сооружения

### по нечётной стороне
- Дом 9 — ГУП «Мосгаз», управление № 7 (служба расчётов и диспетчерская).
- Дом 11, корпус 1 — Общежитие МИФИ (коридорного типа).
- Дом 13, корпус 2 — школа № 982.
- Дом 19, корпус 2 — детский сад № 1754.
- Дом 21 — поликлиника № 213.

### по чётной стороне
- Дом 4 — Центральное межрегиональное территориальное управление по надзору за ядерной и радиационной безопасностью.
- Дом 6 — специализированная гимназия «Эллада».
- Дом 10, корпус 1 — детская поликлиника № 23.

## Транспорт
- Метро «Каширская»:
  - северный и южный выходы, далее автобусом № с823 по улице Москворечье, Пролетарский проспект и Кавказский бульвар.
  - южный выход, далее автобусом № с891 по улице Москворечье.
- Метро «Кантемировская», далее автобусом: № с891 через Кантемировскую улицу и улицу Медиков.
- Метро «Царицыно», далее автобусом № с823 через Кавказский бульвар и Каспийскую улицу.